# Ignasi Villalonga
Pour les articles homonymes, voir Villalonga (homonymie).
Ignasi Villalonga i Villalba, né à Valence le 13 juillet 1895 et mort à Benicàssim le 4 novembre 1973, est un homme d'affaires et homme politique valencien.

## Biographie
Docteur en droit de l’Université de Deusto, au Pays basque, il rentre à Valence en 1914 pour travailler à la Compagnie des chemins de fer et tramways de la ville, qui appartient à sa famille. Il intègre le groupe Joventut Valencianista, est l'un des fondateurs d'Unió Valencianista Regional et rédacteur de la Déclaration valencianiste de 1918.
Plus tard, il se consacre aux affaires. Il est président de la Chambre de commerce de Valence entre 1928 et 1930 et défend la création du Centre d'études économiques valenciennes en 1929. Il est également l'un des signataires des Normes de Castellón, normes orthographiques destinées au valencien, en 1932. Lorsqu'est proclamée la Seconde République espagnole, il intègre la Droite régionale valencienne, dans les rangs de laquelle il est élu député pour Castellón en 1933 et 1936. Quand la Generalitat de Catalogne est suspendue en 1935, il en devient le président en qualité de gouverneur général de Catalogne. Durant la guerre civile, il rejoint le camp nationaliste et collabore à l'organisation économique de la zone sous son contrôle.
Après la guerre, il est chargé de la réorganisation de la Banque de Valence et de la Banque centrale, qu'il dirige de 1943 à 1970. Il est à l'origine de la création du consortium Bancor et fonde de nombreuses entreprises comme Eléctricas Leonesas, Saltos del Sil, Saltos del Nansa, Compañía Española de Petróleos (Cepsa) et Dragados y Construcciones. Il est également président du Conseil supérieur des Chambres de commerce.

## Œuvres
- Substantivitat del valencianisme (1919)
- Régimen municipal foral valenciano (1926)